# MÁV-Baureihe Bbmot
Die MÁV-Baureihe Bbmot waren dieselmechanische Triebwagen der ungarischen Staatsbahn Magyar Államvasutak (MÁV) für den Schnell- und Eilzugverkehr auf nicht elektrifizierten Haupt- und Nebenstrecken. Die Fahrzeuge sind eine Weiterentwicklung der 1955 gebauten Reihe ABbmot und stimmen vom wesentlichen Aufbau mit diesen Fahrzeugen überein.

## Geschichte
Die Fahrzeuge gehen von der Antriebsanlage und Laufwerk auf die DR-Baureihe VT 12.14 zurück und waren für den Intercity-Verkehr mit zwei Drehgestell-Reisezugwagen vorgesehen. Von den Reihen ABbmot und Bbmot wurden zusammen 18 Fahrzeuge für die MÁV und zwei für die GySEV gefertigt.
Die Baureihe wurde in Ungarn bis 1988 im regulären Dienst eingesetzt. Der Bbmot 640 ist im betriebsfähigen Zustand erhalten geblieben, auch der ABbmot 610 ist erhalten.

## Technische Merkmale
Die dieselmechanisch angetriebene Triebwagen besitzen ein 5-Gang-Getriebe, angetrieben werden sie von einem Dieselmotor System Ganz Typ XII Jv 170/240, dessen Leistung bei 1250/min auf 500 PS gesteigert werden konnte.
Die Drehung des Gestells wurde durch die patentierten Gleitstützen der Bauart Ganz-Romain sichergestellt. Der in den technischen Daten angegebene Drehzapfenabstand ist der Abstand zwischen den virtuellen Drehpunkten.